# Ревдинский метизно-металлургический завод
Ревдинский метизно-металлургический завод — металлургическое предприятие, основанное Акинфием Демидовым, действующее с 1734 года на территории города Ревды Свердловской области.
Многократно модернизировался, менял профиль. В 1990-е — 2000-е годы входил в состав группы НЛМК, в 2023 году продан компании «Промсорт» Евгения Зубицкого (бывшая «Тулачермет-Сталь»). Основной действующий профиль — электросталеплавильное производство в рамках концепции мини-завода (англ. mini-mill); образует территориально-производственный металлургический комплекс с Нижне-Cергинским и Берёзовским сортопрокатными заводами («Промсорт-Урал»).

## История

### Ревдинский чугуноплавильный и железоделательный завод

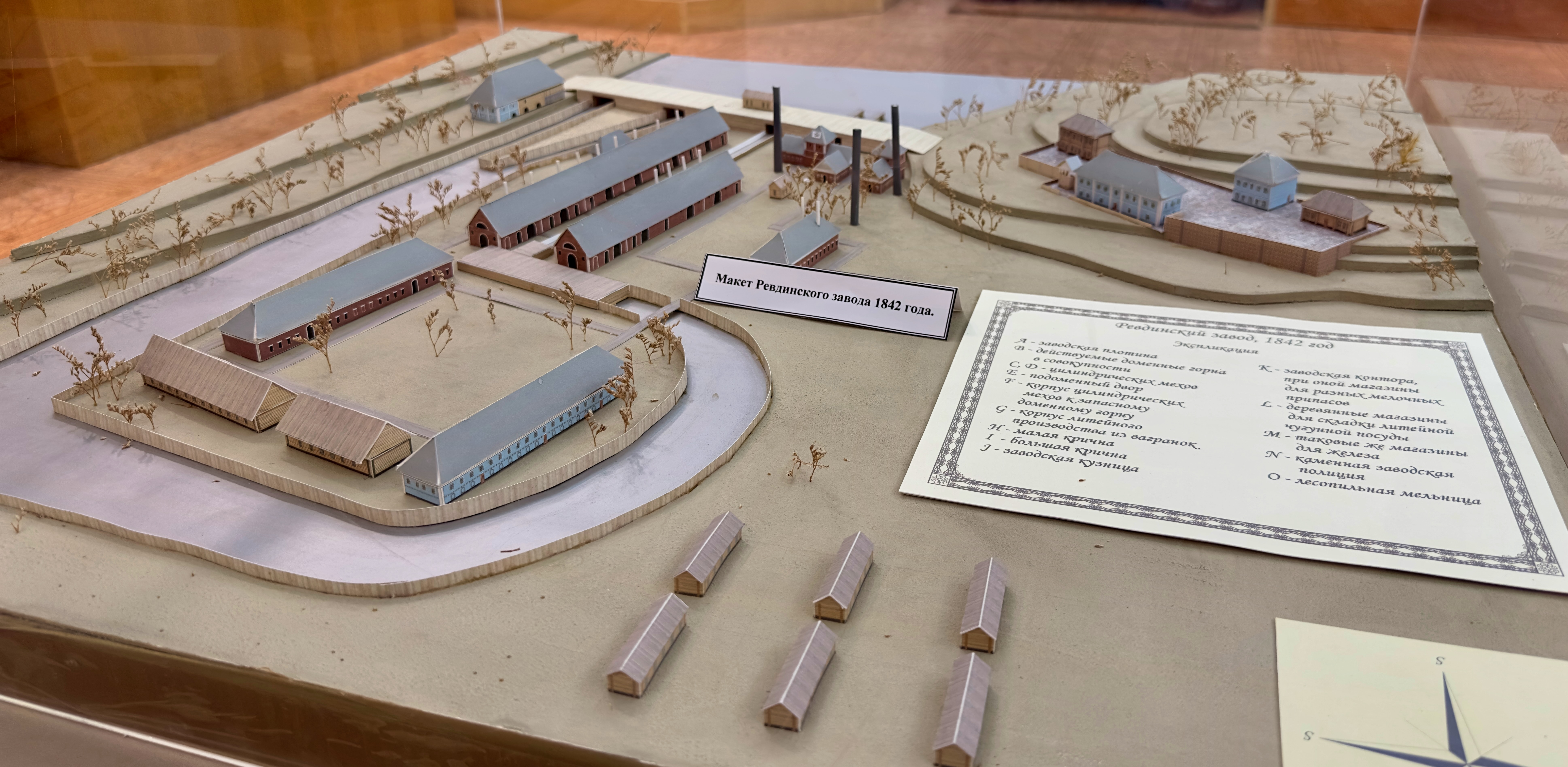
Макет завода 1842 года в Демидов-центре

Основан Акинфием Демидовым. Первый металл домна дала 1 сентября 1734 года.
В 1873 году ревдинские заводы были выкуплены у Демидовых Пермикиным[уточнить].

### Ревдинский метизно-металлургический завод
В 1925—1930 годах завод находился в концессии у акционерного общества «Лена Голдфилдс Лтд». В конце 1920-х годах на заводе запущены волочильный и гвоздильный цеха, цех оцинкования проволоки.
В 1941 году запущен шурупный цех, в 1943 году построен новый мартеновский цех, внедрено производство винтов, заклёпок. В 1941 году объём производства колючей проволоки возрос в 50 раз, выросла производство цепей и шплинтов. В 1941—1945 годах завод выпускал продукцию для авиационной, танковой промышленности, гильзы для «Катюш».
В 1949 году запущен новый сталепроволочный цех, в 1951 году — оцинковальный, в 1953 году — гвоздильный. В 1956 году были механизированы и автоматизированы гидроудаление окалины, режим нагрева слитков, транспортировка катанки (крюковым конвейером), работа моталок в прокатном цехе. В 1973—1974 годах ёмкость мартеновских печей увеличилась с 70 до 185 тонн. В 1950—1970 годах были запущены литейный и ремонтно-механический цех, электрический цех, центральная котельная, главная понизительная подстанция, был осуществлён перевод тепловых агрегатов на отопление природным газом. Впервые в стране созданы и внедрены сборные волоки, увеличивая производительность волочильных станов, повышая стойкость инструмента и снижая расходы электроэнергии. В сталепроволочном цехе намотка проволоки применяется с помощью разъёмных катушек, механизирована погрузка готовой продукции в железнодорожные вагоны.

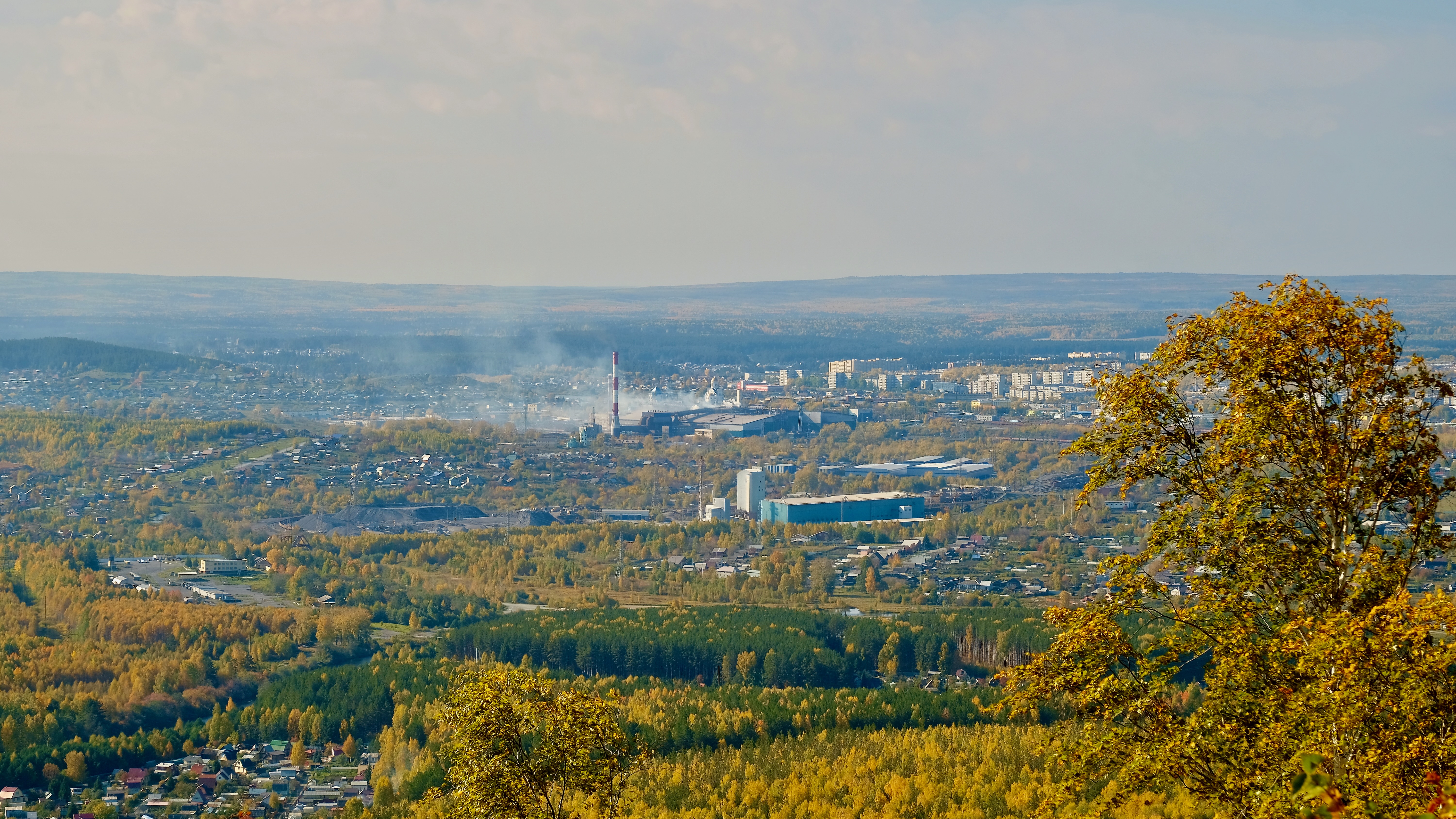
Вид на завод с горы Волчиха

В 1970—1980 годах были запущены объекты оборотного водоснабжения с очистными сооружениями мощностью 94,0 тысяч кубометров, что позволило перейти на замкнутую систему оборотного водоснабжения, купоросная установка, гараж на 50 машин, компрессорная станция, главная понизительная подстанция 110/6 кВт, центральная лаборатория автоматизации и механизации, была произведена реконструкция котельной с химводоочисткой.
В 1980—1990 годах в мартеновском цехе запущены новые сталеразливочные тележки и ковши повышенной ёмкости, завалочные машины грузоподъемностью 5 тонн. Мартеновский цех один из первых в СССР применил новую технологию наварки подин мартеновских печей молотым магнезитовым порошком. Совместно с Уральским научно-исследовательским институтом чёрных металлов на заводе разработана технология отливки изложниц с модификацией чугуна магнием. В сталепроволочном цехе внедрена технология по волочению стальной проволоки со смазкой под давлением, запущены сборные волоки, работающие в режиме гидродинамического трения. Лицензия на производство проволоки по технологии завода была продана Венгрии. Каждый пятый шуруп, произвёденный в СССР, был изготовлен в Ревде.
Запущены 45 новых волочильных станов фирмы «Скет», 139 гвоздильных автоматов, 36 автоматов-комбайнов для производства шурупов, 11 сеткоплетельных автоматов, 2 линии по производству цепей. В шурупном цехе запущена линия для гальванического покрытия изделий культурно-бытового назначения (АЛГ128), в гвоздильном цехе были установлены автоматические линии для расфасовки метизов греческой фирмы «Ламиас», выпускались изделия с диффузионным цинковым покрытием и проволоки с блестящим цинковым покрытием. Запущена технология науглероживания металла в мартеновской печи с применением инжекторной установки фирмы «Велко». Запущена мартеновское производство с годовой мощностью по стали 148,0 тысяч тонн, прокатное производство по выпуску катанки диаметром 6,5 мм — 112 тысяч тонн.

Продукция Ревдинского чугуноплавильного и железоделательного завода в Демидов-центре
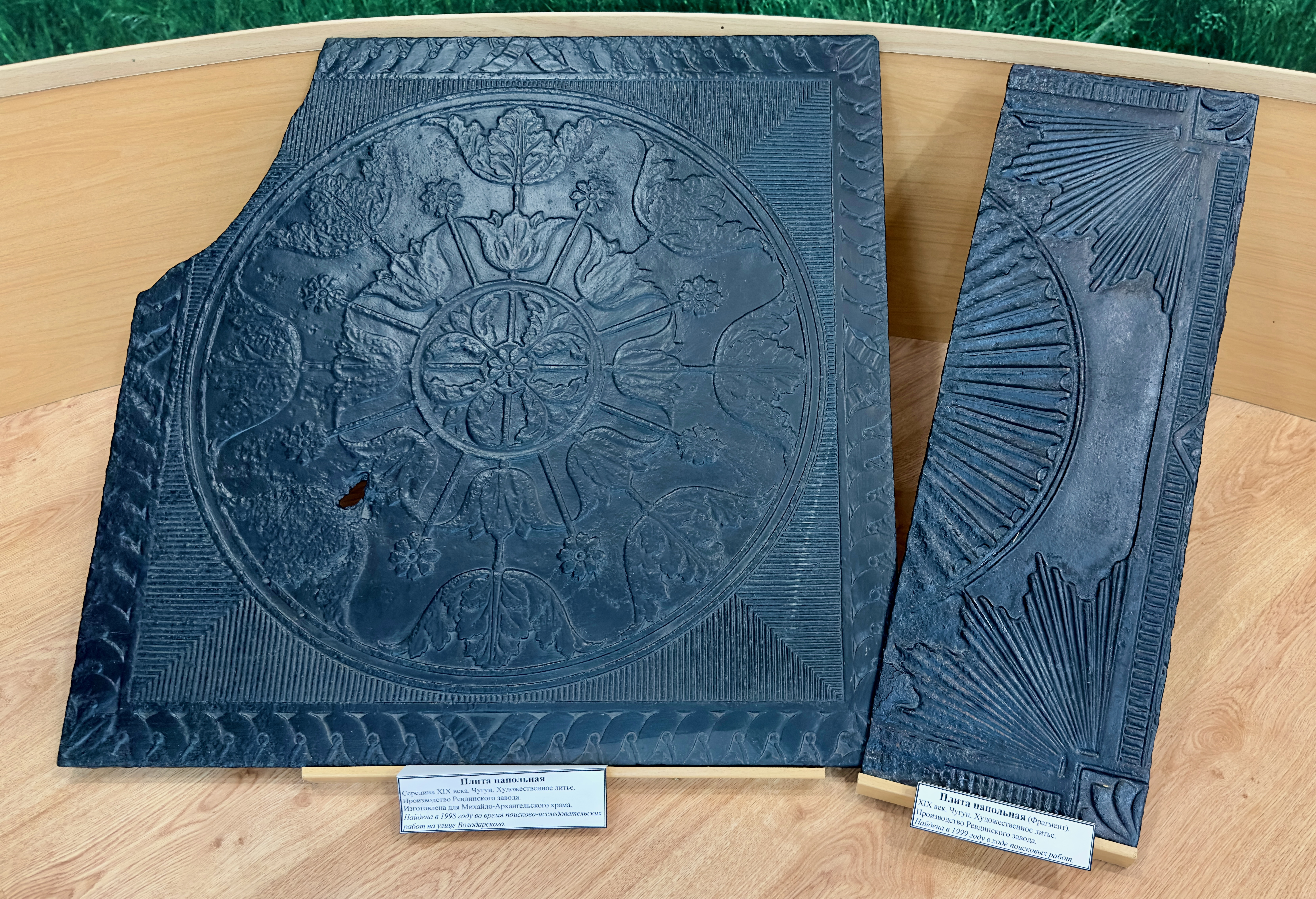
Напольные плиты
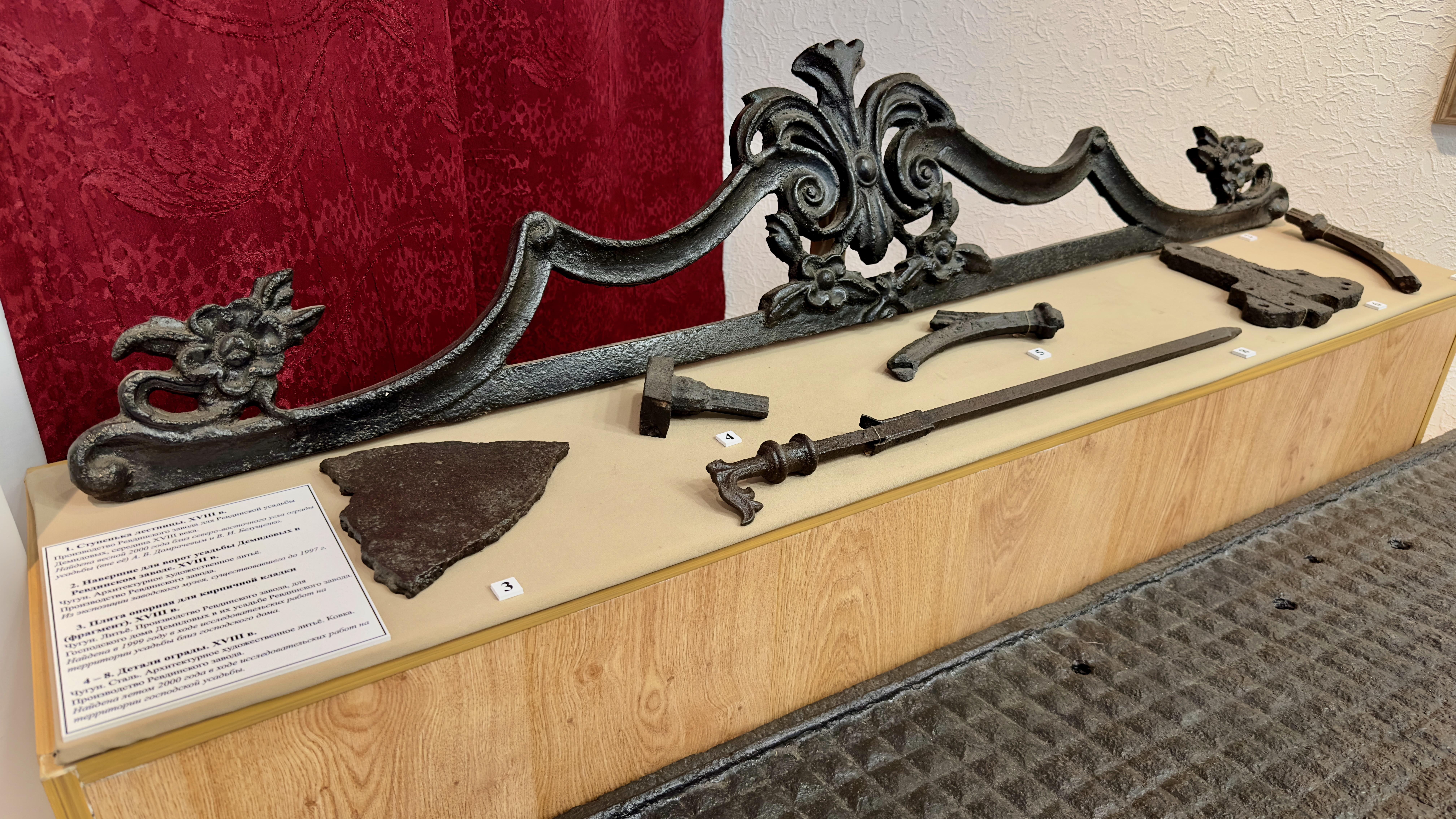
Детали убранства господского дома
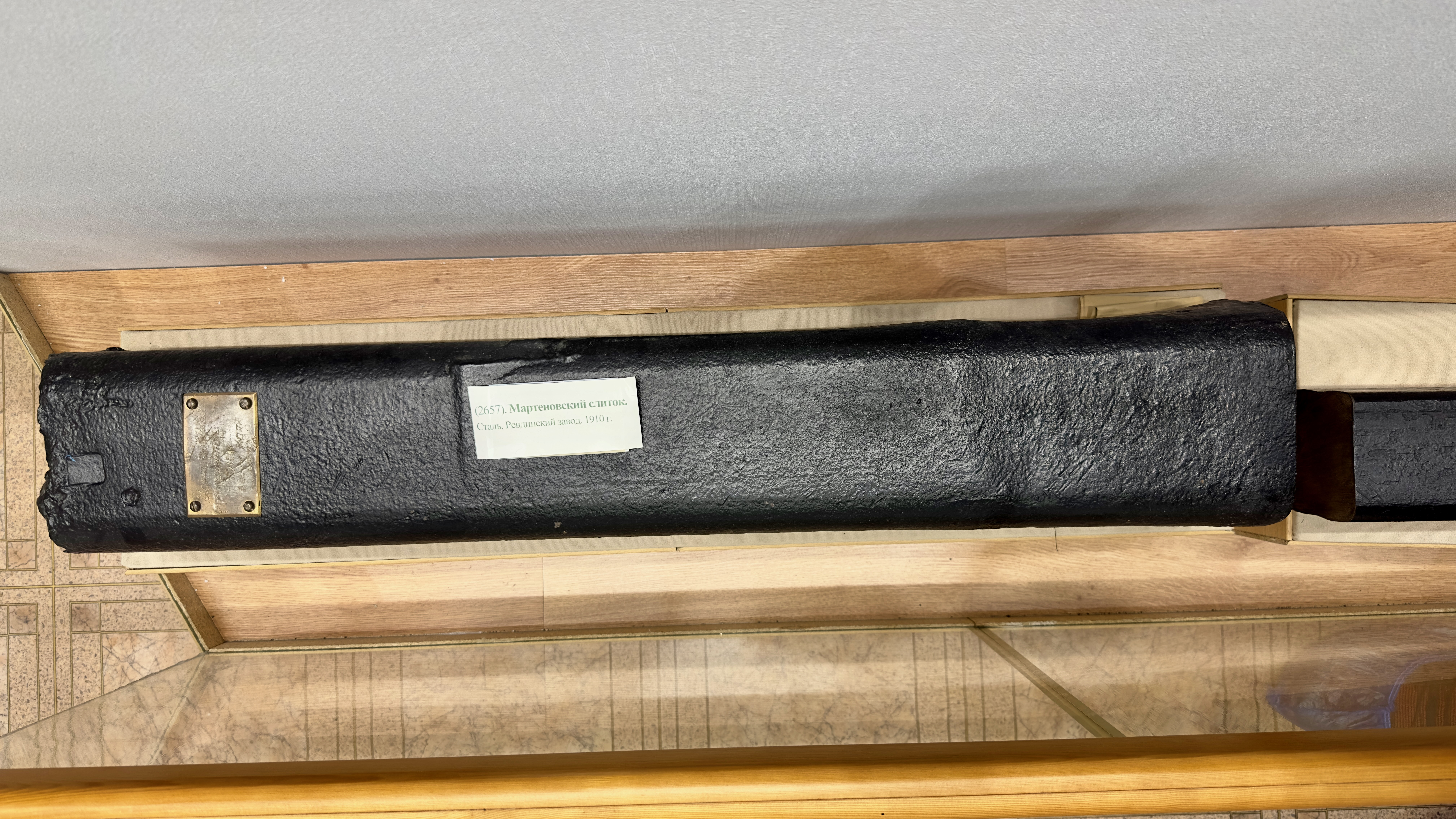
Памятный мартеновский слиток 1910 года
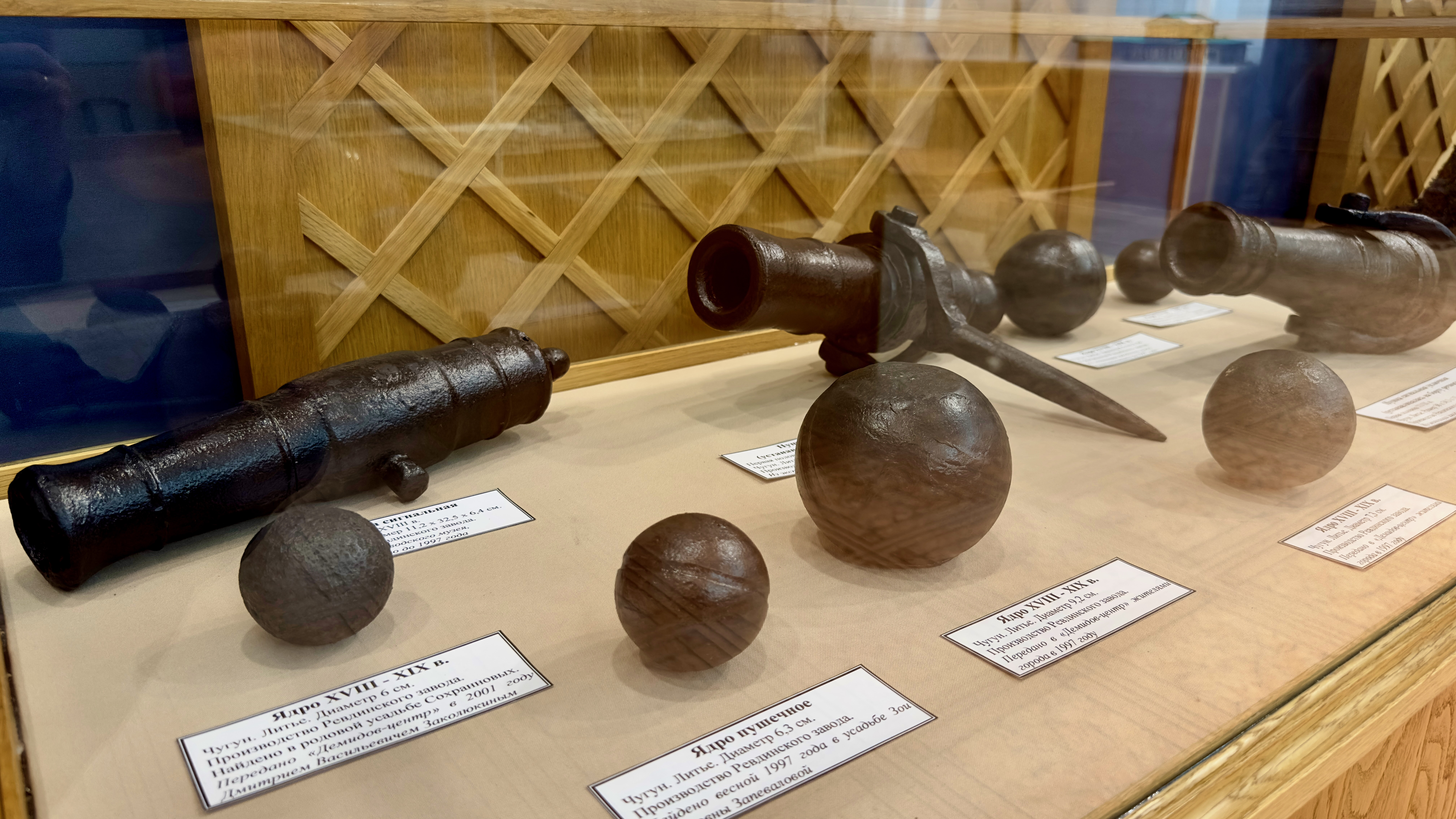
Пушки и снаряды

## Оборудование
В 2000-х годах на заводе имелось следующее технологическое оборудование:
- две мартеновские печи емкостью по завалке 185 тонн;
- проволочный стан «250» линейного типа 13-клетьевой;
- станы среднего и грубого волочения (ГСП) 2500/2, 2500/3, 2500/4, 2500/5, 2500/6 фирмы «Sket», 560/5/6 — «Вогн»;
- станы тонкого волочения (ТВ) 630/6, 630/7, 631/7;
- станы тонкого и тончайшего волочения (НТВС) «Sket» 15/100 и WGT 80/19;
- агрегаты оцинкования: 24/200, 26/200, 24/600;
- гвоздильные автоматы: ЮМ0800, ТНА 14/32, ТНА 25/60, ТНА 40/120, ГП4, ГП-1А, ТНА31/80, АА4116, АА4118, А715, «Вафиос», АВ4216, ПГА4;
- шплинтовые автоматы: А770, А771, Ш-4, Кайзер, Ш-8, А7418, АБ7418, АБ7418;
- станок для производства скоб;
- автоматы колючей проволоки;
- автоматы-комбайны А-1914, А-1916А, и А-1918 для производства шурупов размером 2ґ7 мм до 5ґ40 мм;
- холодновысадочные автоматы: 52ВА, А121А, АБ120, АА120, АА129;
- шлицепротяжные автоматы: А7590, ТА590, 694;
- острильные автоматы ЛТ1А, накатные автоматы А251, А253, АА251;
- автоматы-комбайны: А1914 для шурупов диаметром 2,0 мм;
- автоматы-комбайны: А1916А для шурупов диаметром 2,5-3,5 мм, А1918 для шурупов 3,5-5,0 мм.

## Продукция
Выпускаемая продукция: проволока сварочная, сварочная легированная, для армирования железобетонных конструкций, для воздушных линий связи, для бронирования электрических проводов и кабелей, омедненная, полиграфическая, общего назначения. Гвозди: строительные, шиферные, тарные, кровельные, толевые, круглые, отделочные и формовочные, костыльковые. Метизы: шурупы, винты с потайной, полупотайной и полукруглой головками, болты с полукруглой головкой и усом, цепи, сетка, скобы.
Основные покупатели: электродные заводы, машиностроительные заводы, строительные организации, заводы по производству железобетонных изделий, производители мебели.